# Calciumhydroxid
Calciumhydroxid oder Kalziumhydroxid (auch: gelöschter Kalk, Löschkalk, (Weiß)Kalkhydrat, Hydratkalk) ist das Hydroxid des Calciums.

## Vorkommen

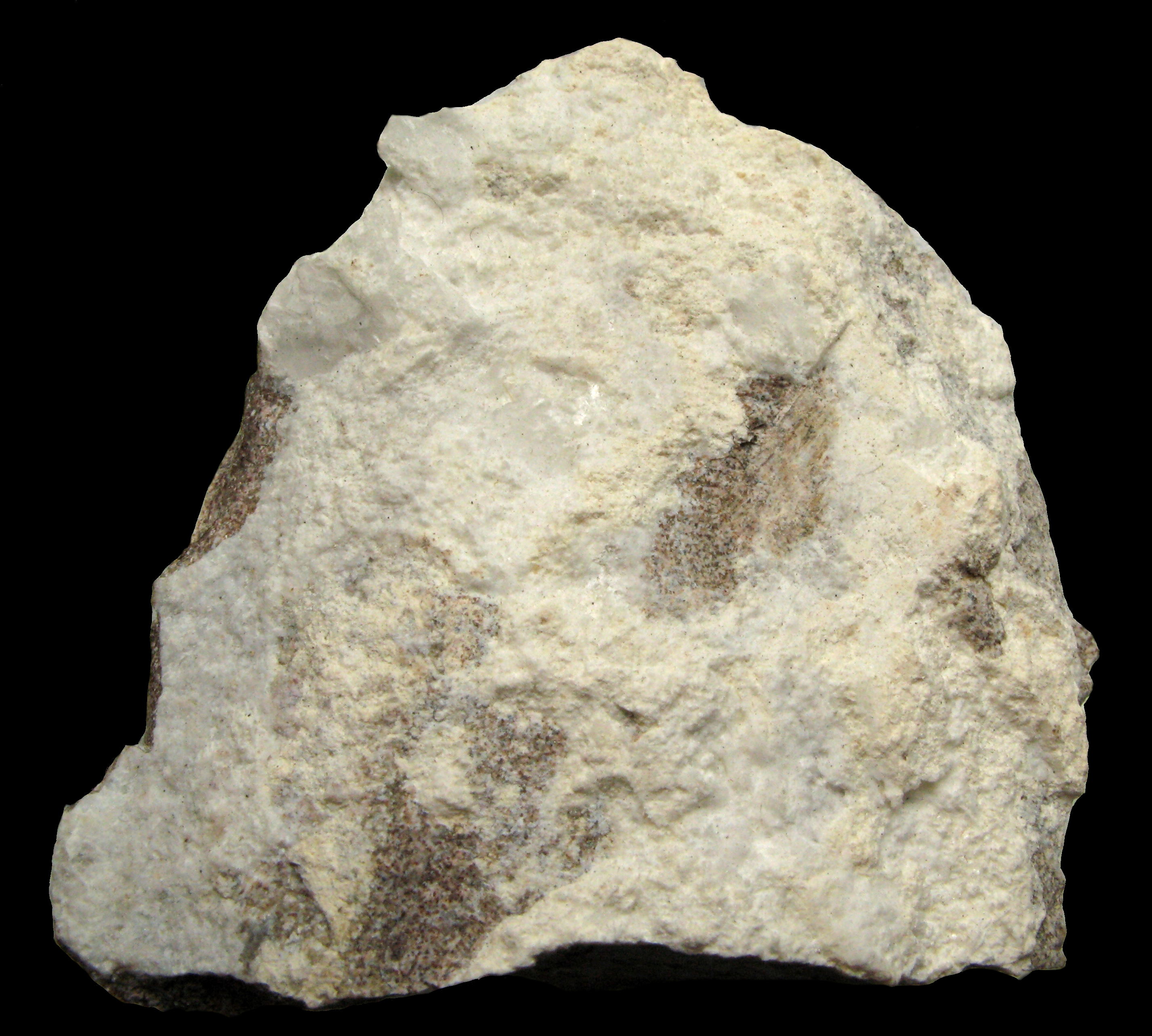
Portlandit

Calciumhydroxid kommt in der Natur auch als Mineral Portlandit vor.

## Gewinnung und Darstellung
Calciumhydroxid entsteht unter starker Wärmeentwicklung (exotherme Reaktion) beim Versetzen von Calciumoxid mit Wasser. Diesen Vorgang nennt man auch Kalklöschen. Die Wärmeentwicklung ist so stark, dass das Wasser zum Teil auch verdampft (umgangssprachlich als „Rauchen“ bezeichnet).
{\displaystyle \mathrm {CaO+\ H_{2}O\longrightarrow \ Ca(OH)_{2}} }
Einen Überblick über die Umwandlungsprozesse zwischen verschiedenen Calciumverbindungen (technischer Kalkkreislauf) gibt folgendes Schaubild:

Technischer Kalkkreislauf mit den drei beteiligten chemischen Stoffen

Weiterhin ist die Darstellung durch Reaktion von wässrigen Calciumsalzlösungen mit Alkalilaugen möglich (zum Beispiel Calciumnitrat mit Kaliumhydroxid).
{\displaystyle \mathrm {Ca(NO_{3})_{2}\cdot 4H_{2}O+2\ KOH\longrightarrow \ Ca(OH)_{2}+2\ KNO_{3}+4\ H_{2}O} }
Calciumhydrid oder Calcium selbst reagiert mit Wasser heftig unter Bildung von Calciumhydroxid und Wasserstoff.
{\displaystyle \mathrm {CaH_{2}+2\ H_{2}O\longrightarrow \ Ca(OH)_{2}+2\ H_{2}} }

## Eigenschaften

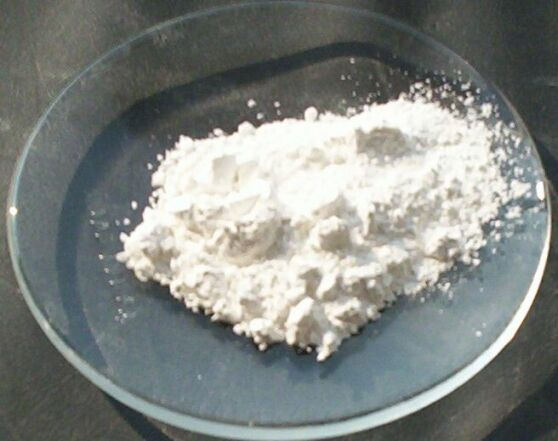
Calciumhydroxid

Calciumhydroxid ist ein farbloses Pulver, das sich nur wenig in Wasser löst. Die Löslichkeit ist temperaturabhängig und sinkt bei steigender Temperatur: 1860 mg/l bei 0 °C; 1650 mg/l bei 20 °C und 770 mg/l bei 100 °C. Bei 580 °C zersetzt es sich, wobei Calciumoxid und Wasser entstehen. Calciumhydroxid besteht aus trigonalen Kristallen mit dem Polytyp 2H der Kristallstruktur vom Cadmiumiodid-Typ (Raumgruppe P3m1 (Raumgruppen-Nr. 164), a = 3,584, c = 4,896 Å).
Obwohl nur recht schwer löslich, reagiert Calciumhydroxid stark basisch: Der pH-Wert einer gesättigten Lösung liegt bei 11–12,6.

## Verwendung

### Bauwesen
Der Haupteinsatzzweck von Calciumhydroxid ist die Zubereitung von Mörtel im Bauwesen. Es findet dort unter dem Namen Weißkalkhydrat Verwendung (DIN 1060). Kalkputze bestehen aus Mischungen von Calciumhydroxid und Sand. Letzterer kann auch in Form von gemahlenem Kalkstein beigefügt werden.
Beim Aushärten von Portlandzement entsteht Calciumhydroxid. Portlandzement wird überwiegend zur Herstellung von Stahlbeton verwendet. Die alkalische Wirkung des Calciumhydroxids im Beton verhindert das Rosten des Bewehrungsstahls, bis es durch Aufnahme von Kohlenstoffdioxid oder Kohlensäure („Karbonatisierung“) oder andere saure Bestandteile des Regenwassers neutralisiert wird.
Kalk wird zur Verbesserung der Tragfähigkeit von Baugrund eingesetzt. Ein Boden mit zu hohem Wassergehalt und daraus resultierender geringer Tragfähigkeit und schlechter Verdichtbarkeit kann durch das Untermischen von 2–4 % Massenanteil Kalk verbessert werden. Der Kalk bindet einen Teil des Wassers, wodurch sich Einbaufähigkeit und Plastizität unmittelbar verbessern.
Calciumhydroxid wird Asphaltmischgut zur Verbesserung der Haltbarkeit der fertigen Asphaltschicht zugesetzt.

### Landwirtschaft
Aufgrund der antiseptischen, ätzenden Wirkung unterdrückt gelöschter Kalk das Wachstum von Krankheitserregern und Schimmelpilzen. Löschkalk wurde früher zum Desinfizieren von Ställen (das „Kalken“ der Ställe) benutzt.
Calciumhydroxid dient als Pflanzenschutzmittel im Obstbau, insbesondere als Fungizid (ein Mittel gegen Pilzbefall, etwa Baumkrebs).
Weißanstrich auf die Rinde von Bäumen und Sträuchern wird in der Baumpflege gegen Sonnenbrandschäden sowie unter Umständen gegen Moosbewuchs, Algen, Flechten, Pilzbefall und andere Krankheiten angewendet. Der Auftrag erfolgt idealerweise zwischen Oktober und Januar durch Spritzen oder Streichen, direkt auf den Stamm des Baumes oder Strauches.

### Lebensmittel-Zusatzstoff
In der Lebensmittelindustrie wird es als Säureregulator Lebensmitteln zugesetzt und ist in der EU als Lebensmittelzusatzstoff der Bezeichnung E 526 ohne Höchstmengenbeschränkung (quantum satis) für Lebensmittel allgemein zugelassen.
Bei der Nixtamalisation wird Mais in einer Calciumhydroxid-Lösung gekocht, um das enthaltene gebundene Niacin aufzuschließen und es für den Körper verwertbar zu machen, sowie Geschmack und Backeigenschaften zu verbessern. Auch wird der Mais dadurch zum Calcium-Lieferanten.

### Chemie und Industrie
Gelöschter Kalk wird alternativ zu Kalkstein in der Rauchgasentschwefelung eingesetzt, da es mit Schwefelsäure Calciumsulfat (Gips) bildet. Die Einsatzmenge ist hierbei etwa 1,8-fach geringer als für Kalkstein. Der entstehende Gips hat einen Weißgrad von 80 % und kann kommerziell weiterverwendet werden. Durch seine hohe Reaktivität werden geringere Verbrauchmengen benötigt. Nachteil ist der gegenüber Kalkstein höhere Preis.
Kalkwasser ist die (nahezu) gesättigte Lösung von Calciumhydroxid und dient als klare Flüssigkeit zum Nachweis von Kohlenstoffdioxid durch Bildung von Calciumcarbonat, welches ausfällt und die Lösung trübt.
Suspensionen in Wasser sind:
- Fettkalk (Sumpfkalk): eine cremig-steife Masse; traditionelles Bindemittel für Kalkputz und Kalkmörtel
- Kalkmilch: eine weißliche, milchartige Flüssigkeit, die sich zu Sumpfkalk und Kalkwasser entmischt; Bindemittel in Kalkfarbe, Neutralisation von Säuren, Entcarbonisierung, Rauchgasentschwefelung

Calciumhydroxid dient als Zwischenprodukt zur Herstellung von Chlorkalk und Natronlauge aus Soda.

### Medizin
Calciumhydroxid wird als Medikament in der Zahnmedizin verwendet, vor allem zur Desinfektion von Wurzelkanälen und Kavitäten und zur Anregung der Dentin-Neubildung.
Es findet auch Anwendung als Bestandteil des Atemkalks, der in Narkose- und Kreislauftauchgeräten mit Rückatmung zum Eliminieren von Kohlenstoffdioxid aus der ausgeatmeten Luft eingesetzt wird.

## Historisches
Für die exotherme Reaktion des Löschkalks wurden von der Antike bis in die Frühe Neuzeit unterschiedliche Erklärungen gefunden. Der Kirchenvater Augustinus von Hippo (354–430) sah das Phänomen in seinem „Gottesstaat“ (21, 4) als Art Gottesbeweis an. 
Vitruv und die Naturphilosophen fanden folgende Deutungen:

### Seneca der Jüngere und die Stoa
Entsprechend der stoischen Kosmologie deutete der römische Philosoph Seneca der Jüngere († 65 n. Chr.) das Kalklöschen entsprechend der Vier-Elemente-Lehre des Aristoteles. Das Calciumoxid ist für ihn nach dem Brennen eine Art „feuriger Stein“, welcher die Hitze an das ihn durchdringende Wasser abgibt.

### Vitruv und die antike Baustoffkunde
Der antike Baumeister Vitruv formuliert im 2. Buch seiner um 30 vor Chr. verfassten „Zehn Bücher über Architektur“ eine dem Verständnis seiner Zeit entsprechende Baustoffkunde. Dort bemüht er sich im 2. und 5. Abschnitt auch um eine schlüssige Erklärung des Kalklöschens. Hierfür verbindet er die griechische Atomistik eines Demokrit und Epikur mit den geometrischen Materiemodellen eines Pythagoras zu einer gänzlich eigenen Materietheorie: Für Vitruv besteht die Welt sowohl aus „Atomen“ und Vakuum (nach Demokrit/Epikur) als auch aus vier Elementen, die jedoch (nach Pythagoras) geometrische Körper sind. Daher sind für ihn die „Atome“ mit den Pythagoreischen Körpern identisch und bewegen sich im leeren Raum. Beim Kalkbrennen verlassen den als Gitterstruktur aus Pythagoreischen Körpern gedachten Kalkstein die „Wasser- und Luftatome“, so dass „Löcher“ entstehen. Vitruv erklärt so den Gewichtsverlust beim Brennen. „Feueratome“ dagegen werden eingelagert. Beim Löschen dringen „Wasseratome“ durch die „Löcher“ in den Kalkbrocken ein und das eingelagerte „Feuer“ entweicht. Da das Material an sich unverändert bleibt, geschieht die Haftung des Sandes im Mörtel allein durch die so entstandenen Poren. Während diese Erklärung für die reine Baupraxis ausreichte, gab die Inkompatibilität der von Vitruv kombinierten Systeme – die Atomistik kennt keine geometrisch unterschiedlichen, bausteinartigen „Atomkörper“ – gerade den sich auf ihn berufenden Architekturtheoretikern der Renaissance, wie Cesare Cesariano und Daniele Barbaro, zusätzliche Rätsel auf.

### Scaliger und Cardano
Im 16. Jahrhundert führen zwei der größten Universalgelehrten ihrer Zeit, Julius Caesar Scaliger und Gerolamo Cardano, über mehrere Jahre und Buchpublikationen hinweg, eine Fehde über die exakte Beschaffenheit der Welt. Während Gerolamo Cardano die Materie als unendliches Kontinuum ansah, das lediglich von Ort zu Ort in seiner „Dichte“ variierte, vertrat Scaliger die Ansicht, das „Vakuum“ sei für den Kosmos bestimmend und die Ursache aller Bewegung. In seinem gegen den Widersacher gerichteten Hauptwerk De subtilitate ad Cardanum (1557) legt Scaliger dieses Materieverständnis einleitend (Exercitatio, 5,8–9) an nichts anderem dar als am „Rätsel des Löschkalks“: Da beim Kalklöschen der Kalkbrocken Wasser in sich aufnimmt, können seine Poren nur „Vakuum“ enthalten, da „Luft“ nicht vor diesem nach oben entweichen könne, da sie sofort an andere „Luft“ stieße und so blockiert würde.

## Sicherheitshinweise
Gelöschter Kalk (Calciumhydroxid) ist reizend, der Kontakt mit den Augen kann zu ernsten Augenschäden führen. Eine wässrige Lösung von gelöschtem Kalk ist alkalisch und schwach ätzend.